# Catagapetus nigrans
Catagapetus nigrans är en nattsländeart som beskrevs av Mclachlan 1884. Catagapetus nigrans ingår i släktet Catagapetus och familjen stenhusnattsländor. Inga underarter finns listade i Catalogue of Life.

## Bildgalleri

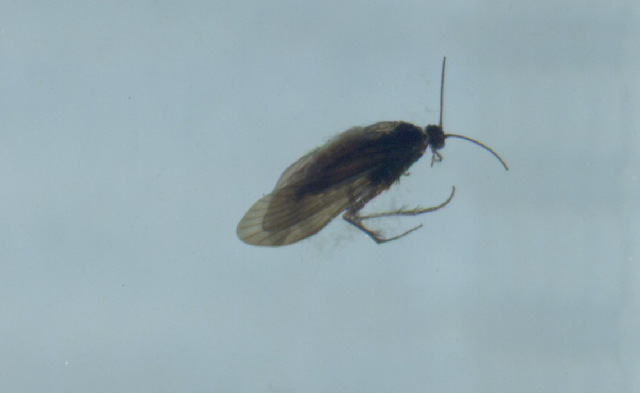